# إدوارد روبرتس (سياسي)
إدوارد روبرتس هو محامي وسياسي كندي، ولد في 1 سبتمبر 1940 بسانت جونز في كندا. انتخب عضو المجلس النيابي لنيوفندلاند ولابرادور ‏ (25 يونيو 1992 – 22 فبراير 1996) وانتخب عضو المجلس النيابي لنيوفندلاند ولابرادور ‏ (8 سبتمبر 1966 – 2 أبريل 1985) وانتخب حاكم نيوفندلاند ولابرادور ‏ (1 نوفمبر 2002 – 4 فبراير 2008).